# Great Falls (Caroline du Sud)
Pour les articles homonymes, voir Great Falls.
Great Falls est une ville située dans le comté de Chester, dans l’État de Caroline du Sud, aux États-Unis. Lors du recensement de 2020, elle comptait 1 951 habitants.